# Rosovice
Rosovice – wieś i gmina w Czechach, w powiecie Przybram, w kraju środkowoczeskim. Według danych z dnia 1 stycznia 2013 liczyła 785 mieszkańców.